# 唐維傑
唐維傑（1999年9月25日—）為臺灣男子籃球運動員，場上位置為小前鋒，現效力於台灣職業籃球大聯盟高雄全家海神。

## 早年
唐維傑國小四年級跟父親在光華國小打籃球時被光華國小籃球隊教練馬一鳴注意到，馬一鳴便邀請唐維傑隨隊練球，過了一個學期就被帶進六年級代表隊參加比賽。之後畢業於七賢國中、三民家商，2016年前往美國就讀藍山中學，隔年改就讀圣玛丽瑞肯高中，2018年7月獲得NCAA二級甘農大學的獎學金，同年10月則獲得NCAA一級維吉尼亞軍校的獎學金並選擇接受獎學金入學，成為吳永盛、陳盈駿、王律翔之後臺灣第四位就讀NCAA一級大學的籃球運動員。

## 職業生涯
2023年7月14日，唐維傑在T1聯盟新人選秀會第一輪第五順位獲得高雄全家海神青睞。8月4日，高雄全家海神宣布與唐維傑完成簽約。

## 外部連結
- 唐維傑的Instagram帳戶
- 唐維傑在fiba.basketball（英语）
- 唐維傑在archive.fiba.com（存檔）（英语）
- 唐維傑在台灣職業籃球大聯盟官網
- 唐維傑在Sports-Reference.com（NCAA）（英语）
- 唐維傑在Eurobasket.com（球員）（英语）
- 唐維傑在Proballers（英语）
- 唐維傑在Proballers（英语）
- 唐維傑在RealGM（球員）（英语）
- 唐維傑在Flashscore（英语）